# Couvent des Capucins de Mont-de-Marsan
Pour les articles homonymes, voir Couvent des Capucins.
Le couvent des Capucins est un ancien établissement religieux catholique situé à Mont-de-Marsan, dans le département français des Landes. Il n'en reste de nos jours aucun vestige.

## Présentation
L'espace occupé de 1874 à 1952 par l'ancien couvent des Capucins  est délimité par l'actuel  passage du marché Saint-Roch à l'ouest, la rue de la Croix Blanche au nord et la rue Pierre Lisse à l'est.

### Historique
En 1677, l'ordre des Capucins dépose une première demande de fondation d'un couvent à Mont-de-Marsan. Celle-ci est rejetée par les édiles, qui estiment que la cité est déjà suffisamment bien dotée avec ses deux couvents du Moyen Age (le couvent des Cordeliers et le couvent des Clarisses, accueillant pèlerins et voyageurs) et ses deux autres couvents du XVIIe siècle (le couvent des Ursulines et le couvent des Barnabites, chargés de l'éducation des jeunes gens).
Le couvent des Capucins est finalement édifié deux cents ans plus tard, en 1874, par l'abbé Mallet, archiprêtre de la Madeleine, et sa chapelle est consacrée le 28 février 1875. A peine cinq ans après, par application du décret du 29 mars 1880 sur les congrégations religieuses, promulgué dans le contexte anticlérical de la Troisième République, les Capucins sont expulsés du convent au mois de novembre de la même année et trouvent refuge en Espagne. Seul l'un d'entre eux, le père Joseph d'Aurensen, reste sur place. Le couvent ferme définitivement en avril 1903. Il est cédé par adjudication publique en 1907 à Monsieur Baratz de Bostens, qui souhaite y faire revenir la communauté religieuse. En 1914, les bâtiments conventuels sont transformés en hôpital de fortune pour y soigner les soldats allemands faits prisonniers et blessés éloignés du front de la Première Guerre mondiale. Ceux qui décèdent sont enterré au cimetière militaire allemand créé cette même année. Les moines ne réintègrent le couvent qu'en 1920, qui devient un séminaire colonial, avant d'en partir définitivement en 1952. En 1953, les bâtiments conventuels accueillent l'internat Saint-Vincent, puis en 1965 le collège de la Croix Blanche après d'importants travaux. Cet établissement ferme en juin 2019, il est entièrement démoli à partir du mois de juillet 2020. Un ensemble immobilier constitué de trois résidences est construit à la place : une résidence senior Les Craies Blanches,  une avec des appartements privés et la troisième (coté rue Pierre Lisse) avec des logements conventionnés.